# Ebenshausen
Ebenshausen település Németországban, azon belül Türingiában. Lakosainak száma 289 fő (2017. december 31.).

## Népesség
A település népességének változása:

| 2017 | 289 |